# Pinseltechnik
Eine Pinseltechnik ist eine Besonderheit in der Handhabung des zum Auftragen von Flüssigkeiten benutzten Werkzeugs Pinsel in der Kalligrafie oder Malerei. Die Handhabung geht von einer bestimmten Körperhaltung aus (Sitzen, Stehen) und einer bestimmten Handhaltung und Handhabung des Pinsels. Die Pinseltechnik gehört damit zu den sogenannten Körpertechniken.
Die Kalligrafie ist eine Linientechnik zur Darstellung der Schrift. Hierbei sind der Strichzug und die Strichfolge zu unterscheiden. Der Schriftzug hängt weiter ab von der Papierqualität und seiner Saugfähigkeit sowie von der Größe und dem damit zusammenhängenden Fassungsvolumen der verwendeten Pinselhaare ab. Die mit besonderen Pinselbreiten, Formen und Tuschen verbundene Handhabungstechnik hat besondere Bedeutung in der Chinesischen- und Shodō genannten Japanischen Kalligrafie. Das Werkzeug des Kalligrafen wird in China Vier Schätze des Gelehrtenzimmers genannt.
| Traditionelle Strichfolge für von oben nach unten geschriebene Texte. |  |  | Moderne Strichfolge für horizontal geschriebene Texte. |

Auch in der Malerei verbinden sich Handhabung, Pinselform und Malmaterial zu bestimmten Pinseltechniken, wie beim Pointillismus, der bei Verwendung von reinen Grundfarben sekundäre Farbeffekte erzielt. Besonders wichtig ist die Pinseltechnik des Aquarells, die sich in der Ostasiatischen Kunst (Chinesische Malerei, Japanische Malerei) mit der Kalligrafie verbindet.
Eine besondere Rolle spielt die aus der Aquarelltechnik hergeleitete Einstrichtechnik, bei der es das Ziel ist das Erscheinungsbild z. B. einer farbigen Blüte durch nur eine Pinselbewegung zu erzielen. In Einstrichtechnik werden auch sehr komplexe Bilder durch das Aufsetzen eines ununterbrochenen Pinselstrichs erzielt.

## Siehe auch

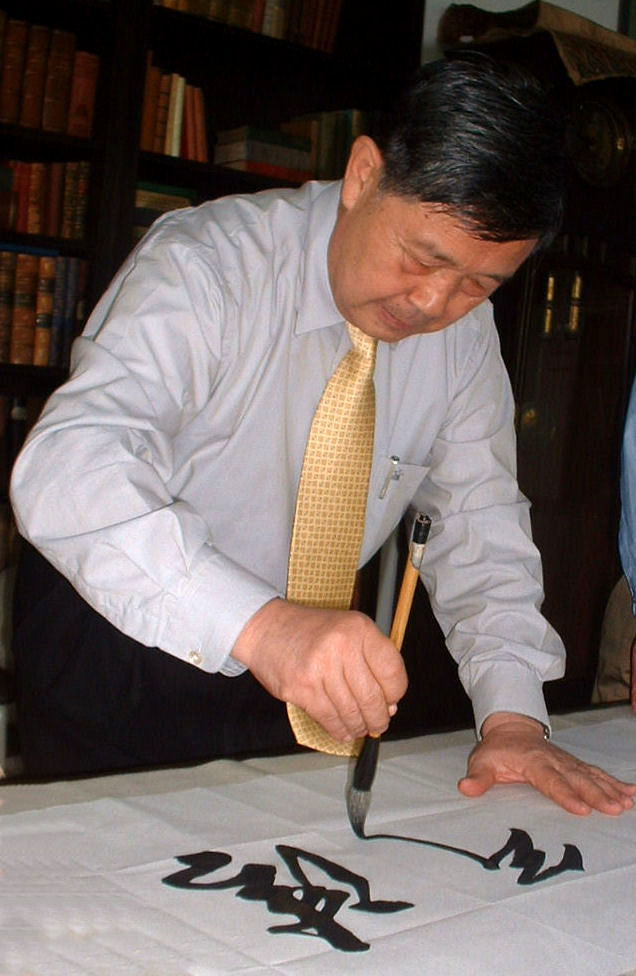
Kalligrafie des Chinesischen Kalligrafen Sun Xinde.
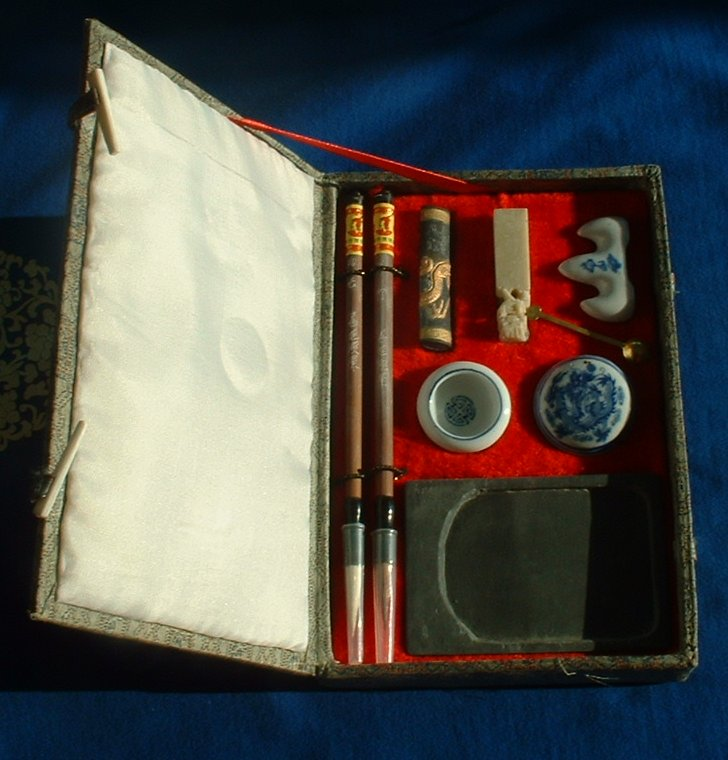
Instrumente der Chinesischen Kalligrafie: Schreibpinsel, Stangentusche, Reibstein und Siegel.
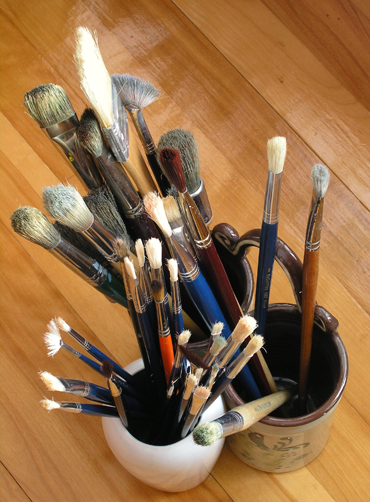
Verschiedene Formen von Malpinseln.
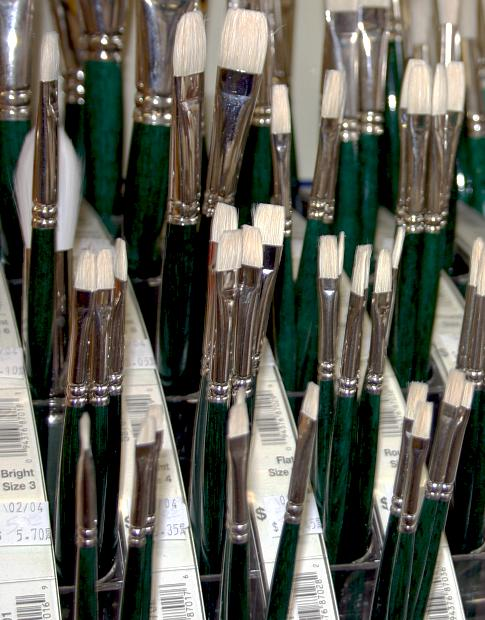
Verschiedene Breiten von Flachpinseln.
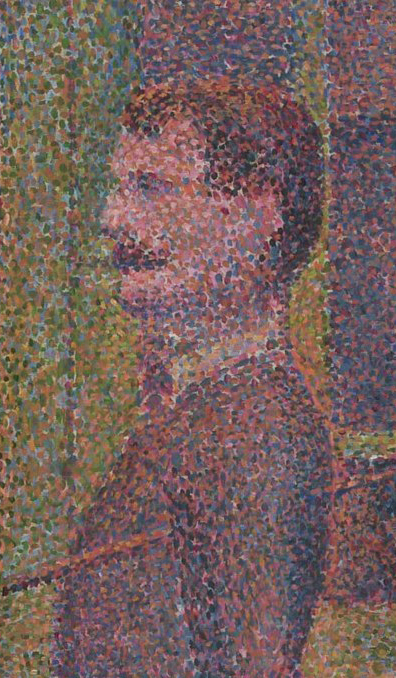
Detail von Georges Seurat: La Parade (1889).